# Gleb Andreevič
Gleb Andreevič Vladimirskij (in russo Глеб Андреевич Владимирский?; circa 1155 – Vladimir, 20 giugno 1175) è un santo della Chiesa ortodossa russa, patrono della città di Vladimir, città in cui si trovano le sue reliquie, più precisamente nella Cattedrale della Dormizione.

## Biografia
Figlio di Andrej Bogoljubskij, è sconosciuto agli annali, nei quali sono descritti solo tre figli di Bogoljubskij: Izjaslav, Mstislav e Jurij.
Secondo le fonti successive, all'età di dodici anni Gleb iniziò a leggere diligentemente le Sacre Scritture e altri libri religiosi, amava parlare con i monaci, si distingueva per mansuetudine, umiltà, povertà e rigorosa astinenza.
Il 20 giugno 1175, pochi giorni prima dell'assassinio di Andrej Bogoljubskij, all'età di 20 anni morì e fu sepolto nella Chiesa del Santo Kazan a Bogorodick.
Il 30 novembre 1702 le reliquie furono aperte e risultate intatte. Apparentemente, la canonizzazione di Gleb è collegata a questo evento. Nel 1774, a nome del principe Gleb, credente nel diritto, fu consacrata la cappella meridionale della Cattedrale della Dormizione di Vladimir. La memoria di Santo Gleb si celebra il giorno della sua morte secondo il calendario giuliano, ovvero il 3 luglio.
Secondo lo storico Jevğenij Golubinskij, Jurij morì pochi anni dopo il 1175.
Il 12 e 15 febbraio 1919 furono aperte le reliquie del principe Gleb e di altri santi di Vladimir. Nel rapporto di ispezione si evidenziava l'eccezionale conservazione delle reliquie del principe. Le reliquie di San Gleb e di altri santi di Vladimir furono inizialmente trasferite dalla cattedrale, tuttavia esse furono ivi riportate negli anni '50..